# 皱萼栝楼
皱萼栝楼（学名：Trichosanthes crispisepala）为葫芦科栝楼属下的一个种。